# Thomas Harrison (officier de la Royal Navy)
Pour les articles homonymes, voir Harrison et Thomas Harrison.
Thomas Harrison, mort le 1er février 1768, est un officier de la Royal Navy. Il sert durant la guerre de Sept Ans, atteignant le rang de captain.

## Biographie
Thomas Harrison est nommé lieutenant le 3 décembre 1747 et commander le 1er novembre 1756, date à laquelle il reçoit le commandement de l'Otter, un sloop portant 14 canons,. Il reste à son bord jusqu'au 17 janvier 1757, étant alors nommé au grade de captain à bord du Greyhound (en), où il demeure jusqu'en mars 1758.
À cette date, il est nommé à bord du Venus, une frégate de 36 canons avec laquelle il prend part à la bataille des Cardinaux, le 20 novembre 1759. Il garde ce commandement jusqu’en mars 1763. Il occupe ensuite le même poste sur le Centurion de 1764 à 1766.